# Crkva sv. Ane (Poljana Sutlanska)
Crkva sv. Ane  je rimokatolička crkva u mjestu Poljana Sutlanska, općini Zagorska sela zaštićeno kulturno dobro.

## Opis dobra
Jednobrodna, svetišta oblika položenog pravokutnika, zidana župna crkva sv. Ane smještena je na vrhu brda, na ograđenom platou u Poljani Sutlanskoj. Crkva koja se spominje u izvorima iz 17. st. temeljito je obnovljena 1770. st. Zvonik pred pročeljem dominira vanjštinom objekta. Unutrašnjost je oblikovana u stilu kasnog baroka. Crkveni inventar je iz 20. st. dok su orgulje građene oko 1890. g.

## Zaštita
Pod oznakom Z-2842 zavedena je kao nepokretno kulturno dobro - pojedinačno, pravnog statusa zaštićena kulturnog dobra, klasificirano kao "sakralna graditeljska baština".